# Cañamero
Cañamero (asztur-leóni és extremadurai nyelven Cañameru) település Spanyolországban, Cáceres tartományban. Cañamero Guadalupe, Alía, Valdecaballeros, Talarrubias, Casas de Don Pedro, Logrosán, Berzocana, Cabañas del Castillo és Navezuelas községekkel határos. Lakosainak száma 1601 fő (2024).

## Népesség
A település népessége az elmúlt években az alábbi módon változott:
| Lakosok száma | 1916 | 1685 | 1570 | 1787 | 1751 | 1732 | 1676 | 1614 | 1622 | 1601 |
|               | 2001 | 2004 | 2006 | 2009 | 2011 | 2014 | 2016 | 2019 | 2021 | 2024 |